# Джипси меджик
„Джипси меджик“ (на македонска литературна норма: „Џипси меџик“) е филм от Република Македония от 1997 година, драма на режисьора Столе Попов по сценарий на Миленко Йеремич.
Главните роли се изпълняват от Томи Салковски, Деян Димевски.